# کو هه سون
کو هه سون (به کره‌ای:구혜선)؛ زادهٔ ۹ نوامبر ۱۹۸۴) بازیکر و خواننده اهل کره جنوبی است. او به خاطر بازی در نقش گوم جاندی در مجموعه تلویزیونی پسران فراتر از گل‌ها مشهور شده است.

## زندگی‌نامه
کو هه سون در ۹ نوامبر ۱۹۸۴ در اینچئون، کرهٔ جنوبی زاده شد. او یکی از مشهورترین بازیگران کره جنوبی است که علاوه بر بازیگری، خوانندگی، کارگردانی و مدلینگ را نیز دنبال می‌کند. وی از سال ۲۰۰۵ فعالیت جدی بازیگری خود را با بازی در مجموعه nonstop شروع کرد اما بعد از بازی در مجموعه پسران فراتر از گل شهرت او چندین برابر شد. در سریال دل پاک او توانست علاوه بر بازی در این سریال نخستین تجربه رسمی خوانندگی خود را در موسیقی متن این سربال بدست آورد. پس از آن او با بازی در سریال پادشاه و من، که مدت‌ها باب میل شبکه آریرانگ بود و دست از تبلیغ آن برنمی‌داشت، توانست اندکی بر محبوبیت خود بیفزاید. از دیگر سریال‌های او می‌توان به مراقب ما باش کاپیتان و موزیکال را نام برد. کو هه سون تا به حال تنها یک تجربه بازیگری در فیلم سینمایی داشته و آن مربوط به فیلم یورش ماه آگوست است که توانست با حضور در آن در سال ۲۰۰۷ جایزه بهترین بازیگر زن جشنواره ۲۰۰۷ اس بی اس را به خود اختصاص دهد. او با توجه به ذوق نویسندگی اش توانست کتابی با عنوان تانگو منتشر کند، موضوع این کتاب در مورد داستان دختری است که همزمان عاشق ۳ پسر می‌شود. این کتاب با توجه به شهرت کو هه سون به چنان درصد فروشی رسید که توانست نام یکی از پرفروش‌ترین کتاب‌های کره را به خود اختصاص دهد.

## فیلم‌شناسی

### مجموعه تلویزیونی
- خون (2015)(KBS2)
- چشم‌های فرشته (2014)(SBS)
- پسران برتر از گل‌ها (2009)(KBS2)
- پادشاه و من (2007)(SBS)
- بی‌وقفه ۵(2004)(MBC)
- مراقب ما باش، کاپیتان (2012) (SBS)
- تو خیلی زیادی (2017)(MBC)
- افسانه سودانگ (2005)

### فیلم
- دختر(۲۰۱۴)
- بچه و من (۲۰۰۸)
- آگوست راش(۲۰۰۷)